# Il torrente (film 1938)
Il torrente è un film del 1938 diretto da Marco Elter. È tratto da un'opera teatrale di Rosso di San Secondo.

## Trama
Una giovane ragazza orfana e sola, viene ospitata da un vedovo con due piccole figlie, subito nel piccolo paese circolano maldicenze e cattiverie. Quando il vedovo sta per chiedere alla ragazza di sposarlo, precipita nel vicino burrone; prima di morire il parroco li unirà in matrimonio articulo mortis. La vedova rimarrà per sempre accanto alle due bambine prendendosi cura di loro come sue proprie figlie.